# إبراهيم الطلحي
إبراهيم الطلحي الهذلي  مواليد 12 يوليو 1994 في القصيم، السعودية، هو لاعب كرة قدم سعودي.

## مسيرة اللاعب
كانت بداياته مع نادي التعاون و لعب بعدها مع نادي نجران ونادي الفتح ونادي الجبلين ونادي البكيرية ونادي وج ونادي أحد ونادي جدة ونادي النهضة.

## روابط خارجية
- إبراهيم الطلحي على موقع Soccerway.com (الإنجليزية)